# Horní Folmava
Horní Folmava (deutsch Ober-Vollmau) ist ein Ortsteil der Gemeinde Česká Kubice im Okres Domažlice in Tschechien.

## Geographie
Das Dorf befindet sich linksseitig über dem Tal der Teplá Bystřice (Warme Pastritz) in der Cham-Further Senke (Všerubská vrchovina) und liegt etwa 500 Meter von der bayerischen Grenze entfernt. 

## Geschichte
Im Mittelalter hatten die Bewohner Freiheiten wie die königlichen Freibauern im Künischen Gebirge. Vollmau wurde 1707 von Bayern an das damals zur Habsburgermonarchie gehörige Böhmen abgetreten. Die Dorfkirche Hl. Antonius von Padua wurde im Jahr 1797 geweiht. Ober-Vollmau bildete mit den eingepfarrten Dörfern Unter-Vollmau, Fichtenbach, Plassendorf, Böhmisch-Kubitzen und Deutsch-Kubitzen von 1837 bis zur Vertreibung der deutschen Bevölkerung im Jahre 1946 eine eigene Pfarrei.
Die Bewohner lebten von der Schindelerzeugung und der Sommerfrische. Im Jahr 1930 zählten Ober- und Unter-Vollmau mit Fichtenbach 1.141 Einwohner (915 Deutsche, 191 Tschechen und 35 Ausländer).
Durch den Eisernen Vorhang sind viele der Häuser in Horní Folmava verschwunden. Die Kirche wurde mit dem in der Nähe liegenden Friedhof renoviert.
Horní Folmava gehört seit 1985 zur Gemeinde Česká Kubice.
Im Jahr 2001 lebten etwa 60 Menschen in Horní Folmava. Die ehemalige Glasmachersiedlung Bystřice (Fichtenbach) ist heute dagegen eine Wüstung.
Seit der Grenzöffnung und verstärkt seit dem EU- und Schengenbeitritt Tschechiens 2004 bzw. 2007 entwickelte sich ein reger Grenztourismus. Dies führte zum Ausbau der durch den Ort führenden Straße I/26 und zur Ansiedlung von Casinos, Tankstellen, Einkaufszentren und Nachtclubs.

## Sehenswürdigkeiten
- Kirche des hl. Antonius von Padua